# Toby Stephens
Toby Stephens (născut la 21 aprilie 1969) este un actor englez de teatru și film, care a apărut în filme de la Hollywood, dar și de la Bollywood. Este cunoscut pentru rolul personajului negativ Gustav Graves din filmul cu James Bond, Die Another Day (2002), Edward Fairfax Rochester din adaptarea BBC a lui Jane Eyre (2006), și pentru rolul căpitanului Flint din serialul Vele negre.

## Tinerețe
Stephens s-a născut la Londra, și este fiul actriței Maggie Smith și al lui Sir Robert Stephens. A fost educat la Aldro și Seaford College și „antrenat” la London Academy of Music and Dramatic Art (LAMDA).

## Viața personală
În mai 2007, Toby Stephens și soția lui, actrița neo-zeelandeză Anna-Louise Plowman, au avut primul lor copil, băiețelul Eli Alistair.  Răposatul Simon Gray, renumit scenarist britanic, a fost anunțat ca naș a lui Eli.  Stephens și soția lui au devenit pentru a doua oară părinți în mai 2009, când s-a născut fetița Tallulah. Cuplul a avut și al treilea copil, fetița Kura, în septembrie 2010.

## Filmografie
| An   | Titlu                     | Rol                      | Regizor                                                                | Note                                                                            |
| ---- | ------------------------- | ------------------------ | ---------------------------------------------------------------------- | ------------------------------------------------------------------------------- |
| 1992 | Orlando                   | Othello                  | Sally Potter                                                           | Bazat pe nuvela Orlando, de Virginia Woolf                                      |
| 1996 | Twelfth Night             | Duke Orsino              | Trevor Nunn                                                            | Bazat pe piesa lui Shakespeare, A douăsprezecea noapte                          |
| 1997 | Photographing Fairies     | Charles Castle           | Nick Willing                                                           | Bazat pe cartea lui Steve Szilagyi                                              |
| 1998 | Cousin Bette              | Victorin Hulot           | Des McAnuff                                                            | Bazat pe cartea Verișoara Bette, de Honoré de Balzac                            |
| 1999 | Onegin                    | Vladimir Lensky          | Martha Fiennes                                                         | Bazat pe drama Eugene Onegin, de Aleksandr Pușkin                               |
| 1999 | Sunset Heights            | Luke Bradley             | Colm Villa                                                             |                                                                                 |
| 2000 | The Announcement          | Ross                     | Troy Miller                                                            |                                                                                 |
| 2000 | Space Cowboys             | Frank                    | Clint Eastwood                                                         |                                                                                 |
| 2001 | Possession                | Fergus Wolfe             | Neil LaBute                                                            | Bazat pe nuvela Possession: A Romance, de A. S. Byatt                           |
| 2002 | Die Another Day           | Gustav Graves            | Lee Tamahori                                                           | Bazat pe personajul lui Ian Fleming                                             |
| 2004 | Terkel in Trouble         | Vocea lui Justin         | Kresten Vestbjerg Andersen, Thorbjørn Christoffersen, Stefan Fjeldmark | Film de animație                                                                |
| 2005 | Midsummer Dream           | Vocea lui Demetrius      | Ángel de la Cruz, Manolo Gómez                                         | Film de animație bazat pe piesa lui Shakespeare, Visul unei nopți de vară       |
| 2005 | Mangal Pandey: The Rising | Căpitanul William Gordon | Ketan Mehta                                                            | Dramă istorică bollywoodiană care are loc în timpul rebeliunii indiene din 1857 |
| 2006 | Dark Corners              | Dr. Woodleigh            | Ray Gower                                                              | Scenariu de Ray Gower                                                           |
| 2006 | Severance                 | Harris                   | Christopher Smith                                                      |                                                                                 |
| 2013 | Believe                   | Dr. Farquar              | David Scheinmann                                                       |                                                                                 |
| 2013 | All Things to All Men     | Riley                    | George Isaac                                                           |                                                                                 |
| 2013 | The Machine               | Vincent McCarthy         | Caradog W. James                                                       |                                                                                 |
| 2016 | 13 Hours                  |                          |                                                                        |                                                                                 |

## Televiziune
| An           | Titlu                                      | Rol                             | Note                                                               |
| ------------ | ------------------------------------------ | ------------------------------- | ------------------------------------------------------------------ |
| 1992         | The Camomile Lawn                          | Oliver                          | Bazat pe cartea The Camomile Lawn, de Mary Wesley                  |
| 1996         | The Tenant of Wildfell Hall                | Gilbert Markham                 | Bazat pe cartea The Tenant of Wildfell Hall, de Anne Brontë        |
| 2000         | Marele Gatsby                              | Jay Gatsby                      | Bazat pe cartea Marele Gatsby, de F. Scott Fitzgerald              |
| 2001         | Perfect Strangers                          | Charles                         |                                                                    |
| 2002         | Napoléon                                   | Țarul Alexandru I               | Bazat pe cartea lui Max Gallo                                      |
| 2003         | Essential Byron                            | Cititorul                       | Documentar despre operele lui Lord Byron                           |
| 2003         | Cambridge Spies                            | Kim Philby                      | Documentar despre cercul de spionaj Cei Cinci de la Cambridge      |
| 2003         | Agatha Christie's Poirot Five Little Pigs  | Philip Blake                    | Bazat pe cartea Five Little Pigs, de Agatha Christie               |
| 2004         | London                                     | Casanova                        |                                                                    |
| 2005         | Waking the Dead                            | Dr Nick Henderson               | Sezonul 5, episoadele 5 și 6                                       |
| 2005         | The Queen's Sister                         | Anthony Armstrong-Jones         |                                                                    |
| 2006         | The Best Man                               | Peter Tremaine                  |                                                                    |
| 2006         | Secrets of the Dead: The Umbrella Assassin | Naratorul                       | Sezonul 5, episodul 5; investigarea asasinării lui Gheorghi Markov |
| 2006         | Sharpe's Challenge                         | William Dodd                    |                                                                    |
| 2006         | Jane Eyre                                  | Edward Fairfax Rochester        | Bazat pe cartea Jane Eyre, de Charlotte Brontë                     |
| 2007         | The Wild West - Custer's Last Stand        | General George Armstrong Custer | Docu-dramă                                                         |
| 2008         | Wired                                      | Crawford Hill                   |                                                                    |
| 2009         | The Best Job In The World                  | Narratorul                      | Documentar bazat pe turismul din Queensland, Australia             |
| 2009         | Robin Hood                                 | Prințul Ioan al Angliei         |                                                                    |
| 2010         | Strike Back                                | Arlington                       | Bazat pe cartea lui Chris Ryan                                     |
| 2010         | Lost: The Mystery of Flight 447            | Naratorul                       | Documentar despre Zborul 447 al Air France                         |
| 2010         | Agatha Christie's Marple The Blue Geranium | George Pritchard                | Bazat pe cartea lui Agatha Christie, The Thirteen Problems         |
| 2010, 2012   | Vexed                                      | Jack Armstrong                  | Scenariu de Howard Overman                                         |
| 2012         | Law & Order: UK                            | Prof. Martin Middlebrook        | Sezonul 6, episodul 4                                              |
| 2012         | Lewis                                      | David Connelly                  | Sezonul 6, episodul 2                                              |
| 2014–prezent | Vele negre                                 | James McGraw/Flint              | Serial difuzat pe canalul Starz                                    |

## Interviuri și articole
- The Independent - It'll Be All Right on the Night (27 martie 1994)
- The New York Times - It's Not Romantic or Oedipal: It's Just the Family Business (24 aprilie 1999)
- The Times - My Cultural Life[nefuncțională – arhivă]
 (23 noiembrie 2002)
- The Sunday Telegraph - Villain with a Past (16 decembrie 2002)
- San Francisco Chronicle - Traitor? It's No Easy Gig (19 octombrie 2003)
- Stephens on Hamlet, Essay for RSC Website Arhivat în 27 februarie 2008, la Wayback Machine. (2004)
- The Times - Interview: Toby Stephens Arhivat în 17 mai 2009, la Wayback Machine. (4 iulie 2004)
- The Telegraph - The Perils of Being Posh on TV (16 martie 2006)
- The Independent - Toby Stephens: My Life in Travel (18 martie 2006)
- The Times - Every Woman Has Her Own Idea of Mr. Rochester[nefuncțională – arhivă]
 (29 august 2006)
- The Guardian - Prodigal Son (31 mai 2007)
- The Times - Mr. Rochester Takes His Bow[nefuncțională – arhivă]
 (3 septembrie 2007)
- The Evening Standard - Restoring His Humour (2 octombrie 2007)
- Angel & North - Charming Chameleon Arhivat în 2 octombrie 2009, la Wayback Machine. (2007)
- SFX - Meet the New James Bond (20 mai 2008)
- BBC Press Office - Robin Hood returns to BBC One (27 martie 2009)
- Daily Mail- Toff at the top! Aristocad Toby Stephens on his Robin Hood role, drink and famous parents (1 mai 2009)
- The Daily Telegraph - Being Born into the Theatre was a Mixed Blessing (21 mai 2009)
- The Times - Diary: Toby Stephens[nefuncțională – arhivă]
 (20 iunie 2009)
- London Evening Standard - Toby Stephens to Face Family History at Old Vic (23 martie 2010)
- The Times - Toby Stephens: Of course I’d act with my mother[nefuncțională – arhivă]
 (1 aprilie 2010)
- Daily Mail - In a Taxi with...Theatre Royal Toby Stephens (17 aprilie 2010)
- The Spectator - Silencing the Voices Arhivat în 20 iulie 2010, la Wayback Machine. (17 iulie 2010)
- The Guardian - This much I know: Toby Stephens (18 iulie 2010)
- officiallondontheatre.co.uk - The Big Interview: Toby Stephens (28 iulie 2010)